# Ленін в Польщі
«Ленін в Польщі» — спільний польсько-радянський історико-біографічний фільм, знятий у 1965 році режисером Сергієм Юткевичем на кіностудії «Мосфільм» і ТО «Студіо» (Варшава). Картина стала першим в СРСР «збільшеним» фільмом: широкоформатні фільмокопії на 70-мм кіноплівці друкувалися з широкоекранного 35-мм негатива. Прем'єра фільму відбулася в Москві 14 квітня 1966 рок і 8 квітня 1966 року у Варшаві.

## Сюжет
1914 рік. Початок Першої світової війни застав В. І. Леніна в селі «Поронін», розташованого в передгір'ях Карпат, на польських землях Австро-Угорської імперії. Ленін з Н. К. Крупською і її матір'ю Єлизаветою Василівною, будучи в еміграції, в перший раз побували тут ще роки за два до війни. Це село було недалеко від Кракова, з якого вони знову переїхали сюди на початку літа 1914 року. Зручність полягала в тому, що від Поронина було близько до кордону Російської імперії. Але місцева австрійська поліція запідозрила Леніна в шпигунстві і, як підданого сусідньої ворожої держави, на восьмий день війни помістила його в тюрму. Боротьба за звільнення Леніна з-під арешту є однією з сюжетних ліній цього фільму.

## У ролях
- Максим Штраух — В. І. Ленін
- Анна Лисянська — Н. К. Крупська
- Антоніна Павличева — мати Крупської
- Ілона Кусьмерська — Улька
- Едмунд Феттінг — Якуб Ганецький, польський революціонер
- Кшиштоф Кальчиньський — Анджей, наречений Ульки
- Володимир Акімов — М. Р. Шагов, російський революціонер
- Людвік Бенуа — конвоїр
- Тадеуш Фієвський — тюремний писар
- Хенрік Хунко — тюремний наглядач
- Микола Каширський — М. Н. Муранов, російський революціонер
- Густав Люткевич — слідчий суддя
- Володимир Монахов — Петровський
- Андрій Петров — О. Є. Бадаєв, російський революціонер
- Казімєж Рудзький — настоятель приходу в Пороніні
- Збігнєв Сковроньський — Матищук
- Геннадій Юхтін — Ф. Самойлов, російський революціонер
- Ярема Стемповський — Юзеф Анхольт, власник фотоательє
- Єжи Новак — австрійський офіцер в паровозному депо

## Знімальна група
- Режисер-постановник — Сергій Юткевич
- Сценаристи — Євген Габрилович, Сергій Юткевич
- Оператор-постановник — Ян Лясковський
- Композитор — Адам Валячинський
- Художник-постановник — Ян Грандис
- Художник по костюмах — Ольга Кручиніна